# 松柏門
松柏門又名毬果植物門，是植物界裡13至14個門的其中之一，屬於裸子植物，是僅次被子植物最常見的種子植物，特徵為結有毬果。現存物種大部份是乔木，但有少部份灌木，現代松柏門沒有草本。典型的松柏門植物包含松、落葉松、花旗松、柏、刺柏、香柏、雲杉、冷杉、紅杉、貝殼杉和紅豆杉等。松柏門約有8科、68屬且630個現存物種。世界上幾乎所有地方都可見此門物種自然生長的蹤跡，且通常會在其棲息地內成為優勢物種，如泰加林。松柏植物有很大的經濟價值，主要用做生產木材和紙張；松柏植物的木材稱之為軟木。

## 演化
最早的松柏門植物可追遡至石炭紀晚期（賓夕法尼亞紀）的時代，最初的屬可能屬於科達屬，外形類似今日的南洋杉。松柏門、蘇鐵門和銀杏門都是在此時期出現的。裸子植物的演化允許植物不再那麼依賴水生存。另外，花粉和種子也允許胚胎傳播到別處，並在別處生長。

## 分類
一般，松柏門植物會被認為和裸子植物是等價的，尤其是在溫帶地區，那裡唯一常見的裸子植物可能只有松柏門植物。不過，松柏門植物和裸子植物是不一樣的：松柏門植物是裸子植物中最大且經濟上最為重要的類群，但只是裸子植物四個類群的其中一個。
松柏門只有一個綱——松柏綱。過去，最常見的分類方法是將松柏綱植物分成兩個目——紅豆杉目（只含紅豆杉科植物）和松柏目（松柏目其他的植物），但最近對基因序列的研究顯示，沒有紅豆杉目的松柏目是並系群，且前者不再被認為是分別的。較精確的分法應該將此綱分成三個目，松目只包含松科、南洋杉目包含南洋杉和羅漢松科、柏目則包含其他的科（包括紅豆杉科），但這種分法並沒有得到很大的支持。多數意見還是傾向維持將所有科放在松柏目之中，儘管他們之間有許多形態上的差異。

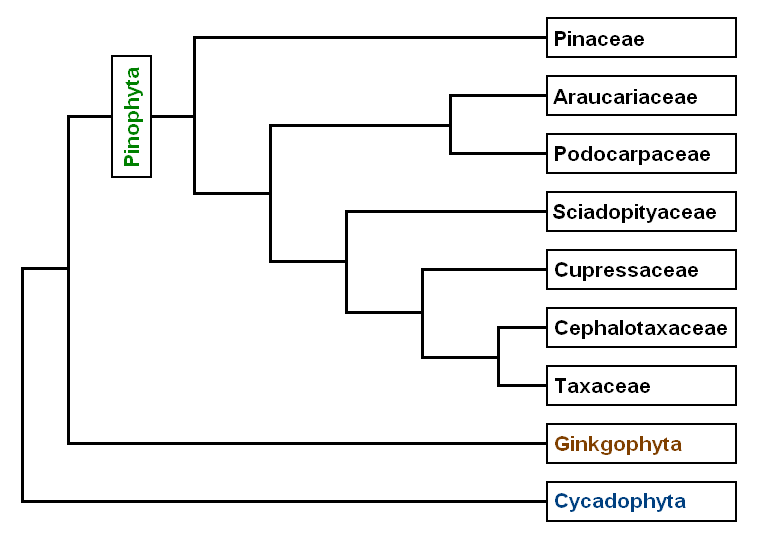
依據對分子資料做支序分類學上的研究而得出的種系發生。

松柏門植物現今承認的有六至八個科，65至70個屬及600-630個物種。在本文裡，松柏門分成七個科，但在其他的分類裡，三尖杉科會被歸入紅豆杉科中，而有些作者則會從羅漢松科中另外分出芹葉松科。

松柏門植物是一個古老的類群，化石紀錄可以追溯至約3億年前的賓夕法尼亞紀時，其中還發現許多現存的屬的化石。除了松柏目，其他目的植物都已經滅絕了。松柏門植物的化石有許多不同的形式，其中甚至還有一些是沒有樹幹的草本植物，和現存的松柏門植物極為不同。松柏門主要的化石目有科達目、沃爾茨杉目和伏脂杉目，另外也有部分人認為包括茨康目，但更多人認為它們是被子植物或銀杏門。

## 形態學
現存的所有松柏植物都是木質植物，且大多數為樹木，大半都是有著強烈頂梢優勢的單軸生長形式（有著旁支的單一直立樹幹）。成熟的松柏植物，其尺寸有小於一公尺的，也有高於一百公尺的。這個世界上最高、最大、最粗及最老的現存物種全都是松柏門的。最高的為加州紅木，有 115.55 公尺高；最大的為世界爺，有 1486.9 立方公尺大；最粗的是墨西哥落羽杉，直徑有 11.42 公尺；最老的則為刺果松，有 4700 年。

### 葉片

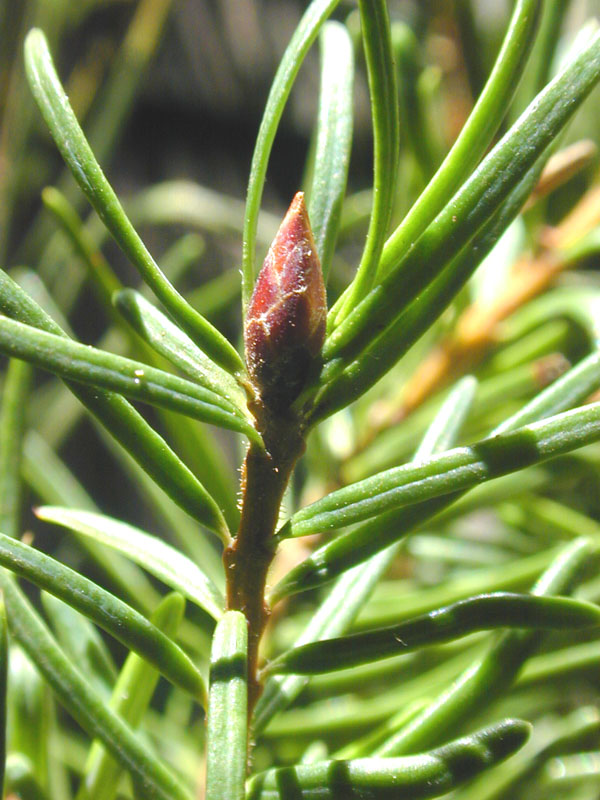
花旗松的針狀葉

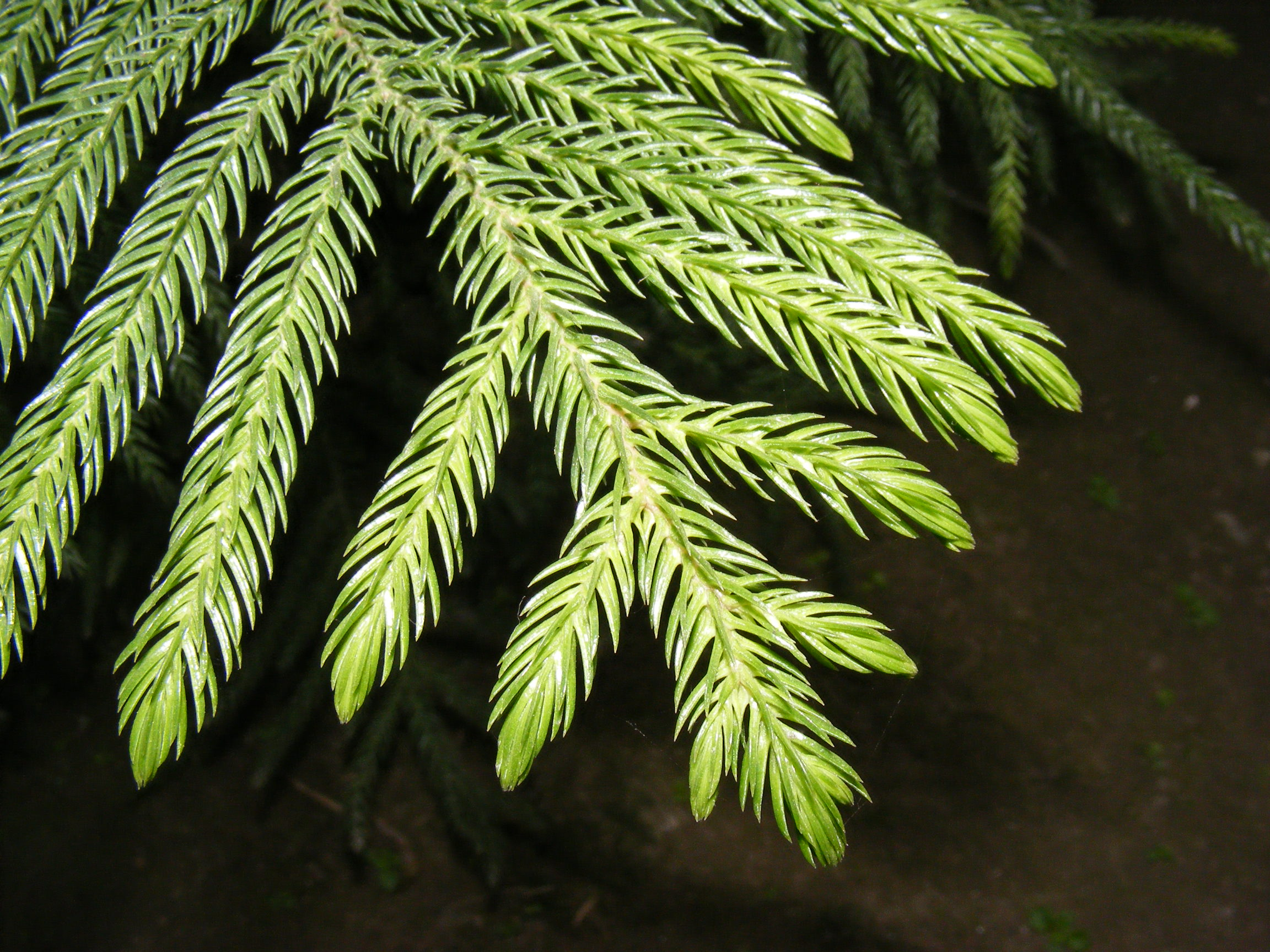
南洋杉的錐狀葉

大多數的松柏門植物都是常綠樹，許多松柏門植物的葉子是細長，呈針狀的；但在大部份的柏科和一些羅漢松科植物上也有呈扁狀、類似鱗狀的葉子。一些如南洋杉科的貝殼杉屬和羅漢松科的竹柏屬植物會有寬大、扁平帶狀的葉子，其他如庫式南洋杉則有著錐狀的葉子。大多數的松柏門植物，其葉子都是以螺旋狀的方式排列，也有少數例外，如大部份的柏科和羅漢松科的一個物種是以對生或輪生 的方式排列。許多葉子呈螺旋狀排列的物種，其葉基會變曲，使得葉子在同一平面上，而能得到最多的日照。松柏門植物的葉子大小有小至2公釐的鱗狀葉，也有大至40公分長的針狀葉。葉上的氣孔會排成許多直線或小塊，且在乾燥或寒冷時會閉合起來。高緯度或在森林樹蔭下的葉子通常呈暗綠色，以幫助植物在微弱日照下可以吸收到最大量的能量。在有高日照的較熱地區，松柏門植物（如土耳其松）的葉子通常呈黃綠色，還有一些（如科羅拉多雲杉）的葉子上還會有藍綠色的臘以反射紫外線。大多數的松柏門植物的葉子都是常綠的，通常可以留在植物上2至40年後才掉落，但也有五個屬（落葉松屬、金錢松屬、水松屬、水杉屬和落羽杉屬）為落葉植物，會在秋天落葉，不長葉子地度過冬天。

### 繁殖

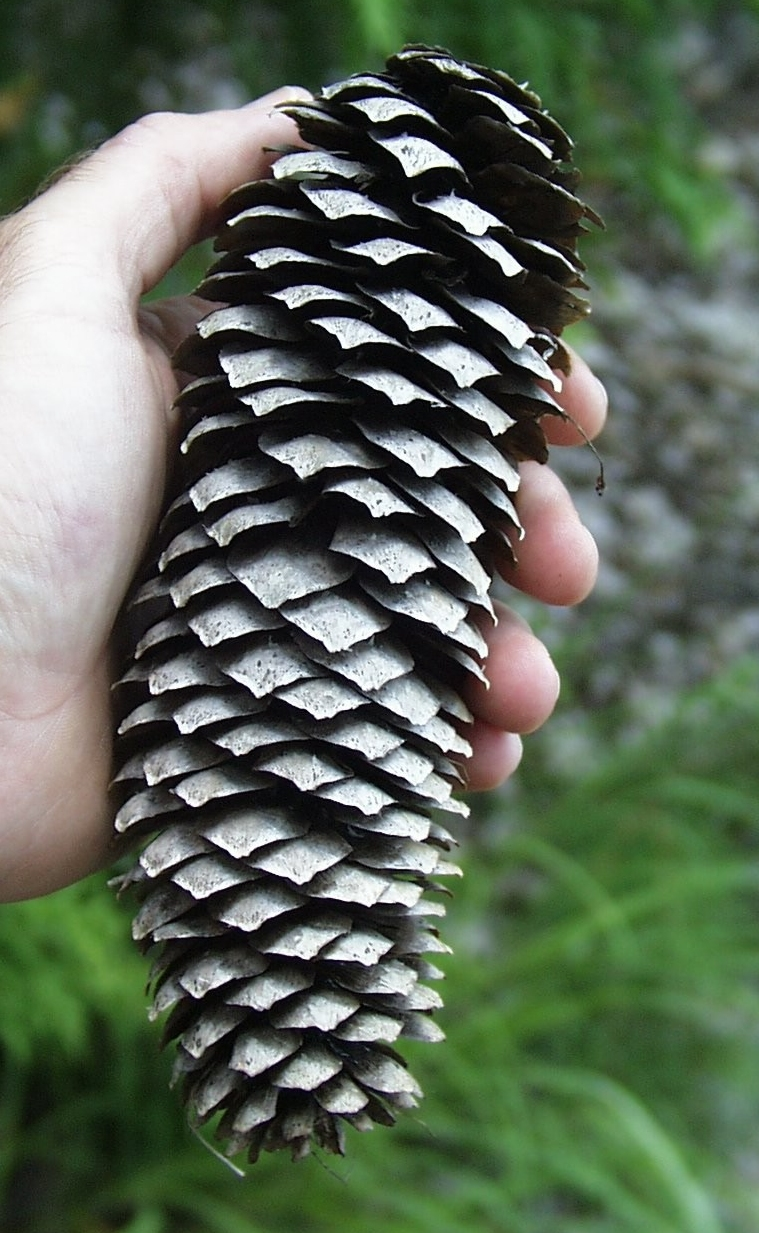
歐洲雲杉的毬果

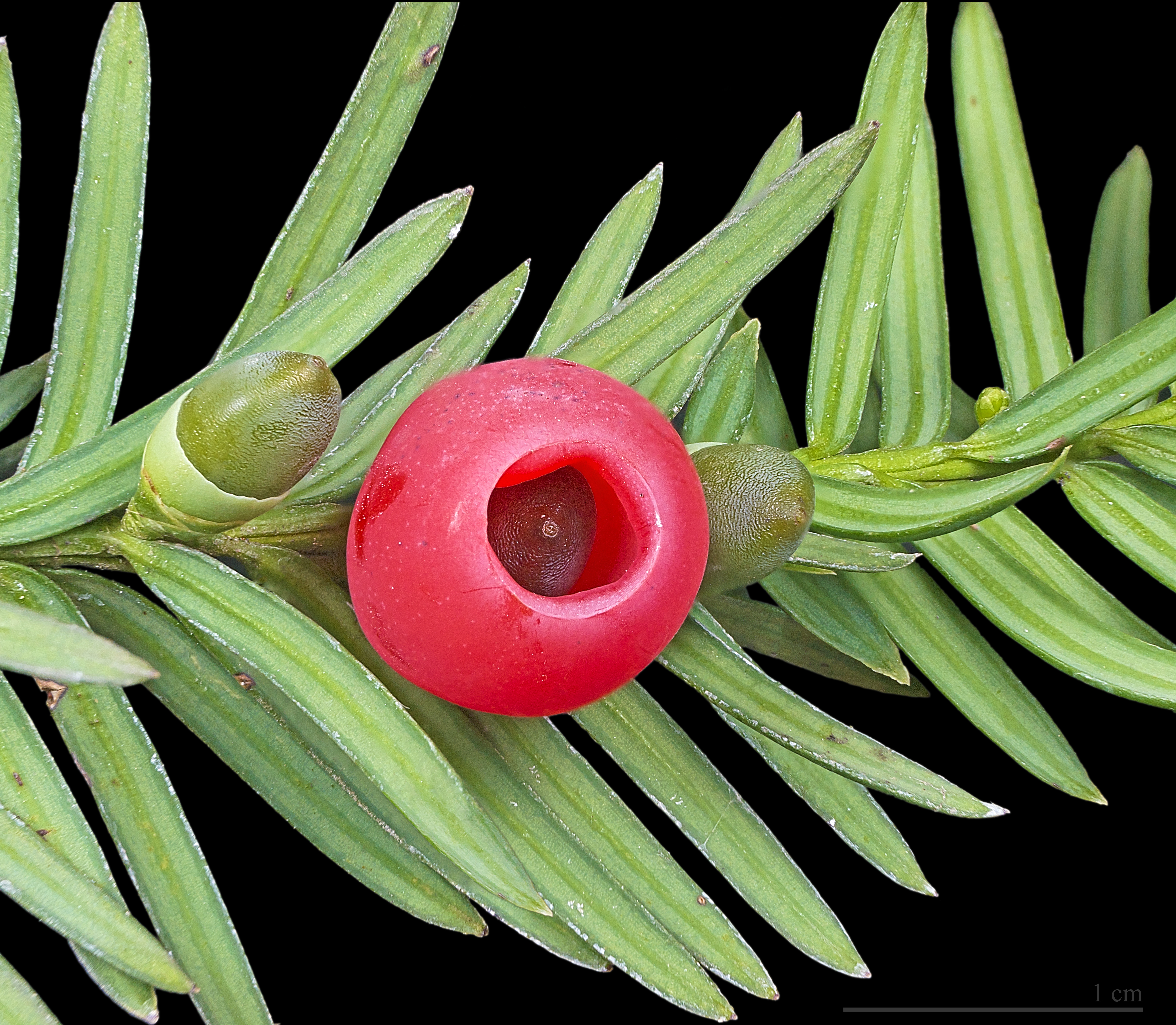
歐洲紅豆杉的毬果

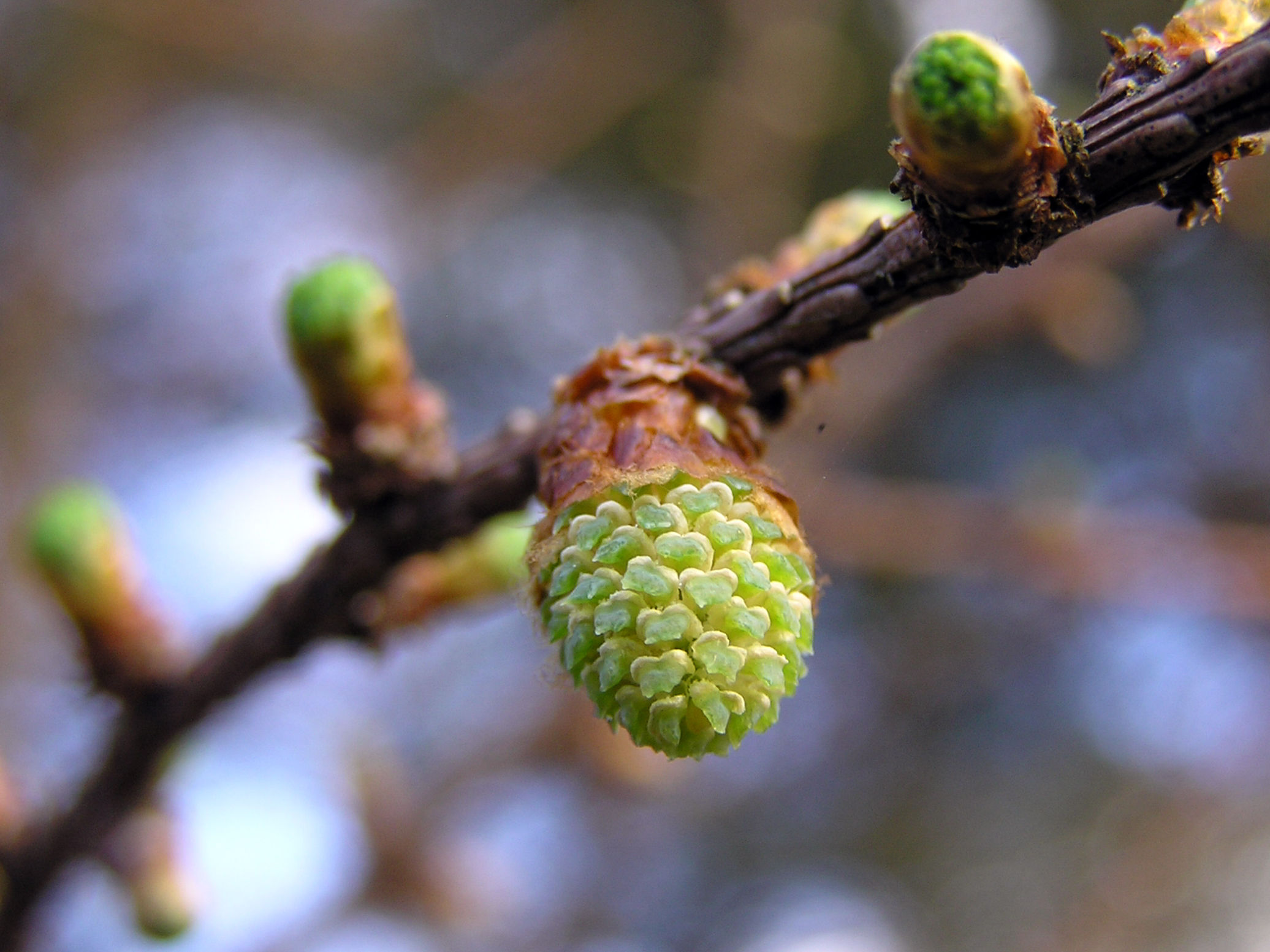
日本落葉松的毬果

大部份的松柏門植物是雌雄同株的，但也有一些是雌雄混株或雌雄異株的；所有的松柏門植物都是風力授粉。松柏門植物的種子會被包在一個稱為孢子葉球的毬果之中。毬果成熟要花四個月至三年的時間，且大小由2公釐至60公分長的都有。
松科、南洋杉科、金松科和大部份的柏科，其毬果皆是木質的。當毬果成熟時，毬果的果皮會打開來，使種子可以掉出，且由風力傳播。一些冷杉屬和雪松屬植物，其毬果會裂開來釋放種子。另外，有些松屬植物會產生松子，可以經由鳥類（主要是星鴉和松鴉）來傳播。成熟的毬果可能持續留在植物上一段不同的時間後才掉落地面；一些火災適存（fire-adapted）的松屬植物，其種子甚至可以存留在毬果中直達60至80年之久，直到一場大火燒死母株之後才釋放出來。
羅漢松科、三尖杉科、紅豆杉科和柏科中的一屬（刺柏屬），其果皮是軟的、多肉的、甜的，且顏色鮮艷的，而且會被鳥類食吃，並將種子經由排泄物傳播。這些多肉的果皮（除了刺柏屬的外）稱為假種皮。
雄毬果有個稱為小孢子葉的結構可以經由減數分裂產生黃色的花粉。花粉會釋收到空中，再由風傳播到雌毬果上。現存松柏門植物的花粉會產生類似被子植物的花粉管，當花粉靠近雌配子體，即會和雌配子體進行受精。此外，裸子植物的雄配子體也會經由風傳播至雌球果，並進入子房上一個稱為珠孔的小開口，然後在子房受精。在兩者情況下，受精卵都會發展成胚胎，並和之外的包裹物形成種子，最後種子掉落地面，若情況允許，則會長成一株新的植物來。

### 生命週期
1. 為了使雌毬果受精，雄毬果會釋放出花粉，且由風傳遞至雌毬果上。（雄毬果和雌毬果可能出現在同一株植物上）
2. 花粉會使（位於雌毬果上的）雌配子受精。
3. 受精的雌配子（稱為受精卵）會發展成胚胎。
4. 包圍在胚胎旁的細胞會發展成包住胚胎的種子。這是裸子植物在演化上的一個特徵。
5. 成熟的種子會脫離毬果，掉入地面上。
6. 種子發芽，並由幼芽成長為成熟的植物。
7. 當植物成熟時，成熟的植物會產生毬果，然後再開始新的週期。

## 外部連結
- ToLweb: Conifers （页面存档备份，存于）
- Pinophyta - The Gymnosperm Database
- 300 million-year-old conifer in Illinois - 4/2007 （页面存档备份，存于）
- List of all Pinophyta species from Conifer Database by A Farjon in the 2008 Catalogue of Life （页面存档备份，存于）.